# Józef Krzyk
Józef Krzyk (ur. 1964 w Zabrzu) – polski historyk, dziennikarz i publicysta.

## Życiorys
Z wykształcenia historyk, absolwent Uniwersytetu Śląskiego. Od lat 90. związany był z katowicką redakcją „Gazety Wyborczej”. W wydaniu regionalnym oraz ogólnokrajowym „Wyborczej” pisał głównie o historii, polityce regionalnej i współczesnych problemach Górnego Śląska.
W lutym 2024 odszedł z "Gazety Wyborczej" w ramach zwolnień grupowych, od 1 marca tego roku pracuje w  Polskiej Agencji Prasowej oraz redaktor portalu dzieje.pl.
Jest autorem następujących książek:
- Spacerownik powstańczy, wyd. Agora, 2011[3]
- Papierowa wojna. Powstania śląskie 1919–1921, wyd. Agora, 2014[4]
- Szałfynster, Od kopalni Ferdynand do Muzeum Śląskiego, wyd. Agora, 2016[5]
- Plagi. Historia bez końca. 26 chorób, które zmieniły świat, wyd. Agora, 2020[6]

Jest współautorem (wraz z Barbarą Szmatloch) książki Korfanty. Silna bestia, 2020 (ISBN 978-83-66-46016-4).